# 一路上有你 (電視節目)
《一路上有你》是中国浙江衛視自創的一档真人實境秀栏目，《一路上有你》将按季播出，第一季共12集，於2015年1月10日晚21時10分起接档《中國夢想秀》第八季播出，每集约90分钟。 全程在韩国制作，并请来韩国真人秀节目导演郑亨焕和编剧申女真。第二季於2016年3月12日晚上21時10分起接檔《西遊奇遇記》第一季播出。

## 节目简介
2015年1月10日开始，浙江衛視自创推出明星夫妻真人秀栏目《一路上有你》正式开播。节目邀请田亮叶一茜、何洁赫子铭和张智霖袁咏仪三对当红明星夫妇为固定嘉宾，远赴韩国陌生国度共在一片屋檐下生活、完成任务接受各种挑战，一路上的挑战接受金希澈全程监控。

## 三對夫妻

### 第一季
| 姓名                  | 年齡          | 籍贯                | 职业                              | 代表作                                                                     | 「完美之家」房間(第1-6，8-12集) :高級的1號房、舒適的2號房、 簡陋的3號房。「冬季野營」房間(第7集)：1號豪華露營房車、2號「鬼屋」(學校課室)、3號帳篷。 | 第1-3集 | 第3-5集 | 第6集 | 第8-9集 | 第10-12集 | 第7集(冬季野營)       |
| --------------------- | ------------- | ------------------- | --------------------------------- | -------------------------------------------------------------------------- | --- | ------- | ------- | ----- | ------- | --------- | --------------------- |
| 夫：张智霖 妻：袁咏仪 | 张：53 袁：53 | 张：香港 袁：香港   | 张：演员、歌手 袁：演员           | 张：《十月初五的月光》、《衝上雲霄2》 袁：《真爱之百万新娘》、《新不了情》 | 「完美之家」房間(第1-6，8-12集) :高級的1號房、舒適的2號房、 簡陋的3號房。「冬季野營」房間(第7集)：1號豪華露營房車、2號「鬼屋」(學校課室)、3號帳篷。 | 1號房   | 3號房   | 1號房 | 2號房   | 1號房     | 3號 帳篷              |
| 夫：田亮 妻：叶一茜   | 田：45 叶：40 | 田：重庆 叶：福建   | 田：演员、运动员 叶：歌手、主持人 | 田：《骄阳似我》 叶：《爱情十二元素》                                      | 「完美之家」房間(第1-6，8-12集) :高級的1號房、舒適的2號房、 簡陋的3號房。「冬季野營」房間(第7集)：1號豪華露營房車、2號「鬼屋」(學校課室)、3號帳篷。 | 3號房   | 1號房   | 2號房 | 3號房   | 2號房     | 2號「鬼屋」(學校課室) |
| 妻：何洁 夫：赫子铭   | 何：38 赫：42 | 何：贵州 赫：黑龙江 | 何：演员、歌手 赫：演员           | 何：《一定要幸福》 赫：《火蓝刀锋》                                        | 「完美之家」房間(第1-6，8-12集) :高級的1號房、舒適的2號房、 簡陋的3號房。「冬季野營」房間(第7集)：1號豪華露營房車、2號「鬼屋」(學校課室)、3號帳篷。 | 2號房   | 2號房   | 3號房 | 1號房   | 3號房     | 1號豪華露營房車       |

### 第二季
| 姓名                  | 年齡          | 籍贯              | 职业                                                | 代表作                                                                          |
| --------------------- | ------------- | ----------------- | --------------------------------------------------- | ------------------------------------------------------------------------------- |
| 夫：张智霖 妻：袁咏仪 | 张：53 袁：53 | 张：香港 袁：香港 | 张：演员、歌手 袁：演员                             | 张：《十月初五的月光》、《衝上雲霄2》 袁：《真爱之百万新娘》、《新不了情》      |
| 夫：沙溢 妻：胡可     | 沙：47 胡：49 | 沙：吉林 胡：北京 | 沙：演员 胡：主持人、演员                           | 沙：《武林外传》 胡：《聊聊》                                                   |
| 夫：王岳伦 妻：李湘   | 王：51 李：49 | 王：辽宁 李：湖南 | 王：导演、演员、主持人、歌手 李：主持人、演员、歌手 | 王：《爸爸去哪儿》、《十全九美》 李：《快乐大本营》、《超级女声》、《称心如意》 |

## 主题曲
| 主题歌         | 作词 | 作曲   | 演唱者                                     | 原唱   |
| -------------- | ---- | ------ | ------------------------------------------ | ------ |
| 《一路上有爱》 | 马雪 | 黄灿熙 | 何洁、赫子铭、叶一茜、田亮、张智霖、袁咏仪 | 李敏镐 |

## 內容摘要（第一季）
以下列出《一路上有你》節目內容，包括參與演出的嘉賓、該集的主題、拍攝地點及最終結果等。 

### 第一集
首播時間:2015年1月10日
- 光化門世宗大王铜像
- 城北洞雙橋
- 「完美小屋」(三對夫妻局在節目中居住的屋)

內容大概:三對夫妻剛到韓國，妻子便被製作組強行帶走到「完美小屋」。丈夫要接照指示到達位於光化門的世宗大王銅像前。到達後丈夫要在60秒以內和妻子通話並回答妻子有關他們夫妻生活的問題, 答對了5條可以獲得下一段路線的提示。回答失敗，要等到下一次電話挑戰機會直到成功為止。丈夫聽一段韓語對話並將電話中的韓文地址準確傳達給出租車司機到達下一個地點(城北洞雙橋)。到達後丈夫要按照妻子親自畫的簡易地圖(妻子們在來的路程, 沿途繪製的地圖)到達小屋。

### 第二集
首播時間:2015年1月17日

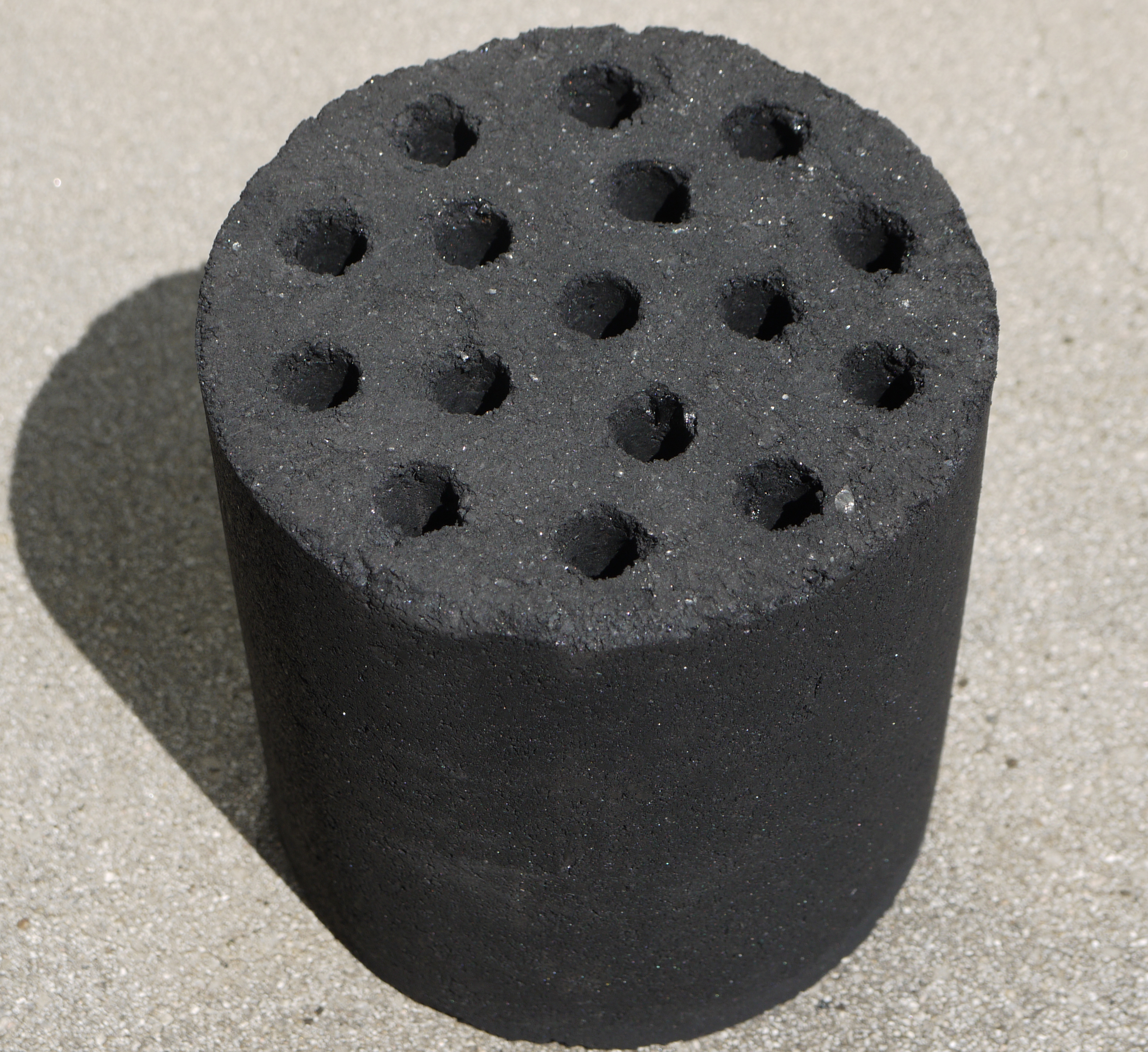
田亮、葉一茜夫婦在第二集需要運送近30斤的蜂窩煤.

內容大概:三位丈夫被金希澈要求掰手腕，並此選擇當天三對夫妻打工模式:張智霖、袁詠儀需化身為酒店餐廳服務生為客人服務和到酒店後廚切肉幫工，田亮、葉一茜夫婦需要搬煤，赫子銘、何潔夫婦換上工服來到洗車場打工，三對夫妻把因此賺取的十萬韓元的工作酬勞，各自購買食材作為當天的晚餐。回到小屋後，三位老公需要為妻子親自下廚做飯，妻子們要通過試吃猜出哪道菜是自己的老公做的，猜錯的妻子會令該對夫妻負責廚房的清潔工作。

### 第三集
首播時間:2015年1月24日
內容大概:三對夫妻被金希澈要求到韓國文化街區仁寺洞向EXO-M成員黃子韜挑戰打棒球和在商場里的露天卡拉OK。回到小屋，丈夫們被要求回答幾個關於夫妻間才知道的問題，而妻子則要猜中老公們的想法。第二天金希澈和三位丈夫出外玩樂，妻子們被要求在7個地點提示下找到老公們的位置。

### 第四集
首播時間:2015年1月31日
內容大概:上演了追逐战，嘉宾朴奏泳、金喜善夫妇则大摆筵席，而在老公假期的第二天，三位妻子也在missA组合的中国成员王霏霏的安排下，坐上火车去完成了一场浪漫的约会。三位老公通过猜测自己妻子的下车地点而进行反追逐。

### 第五集
首播時間:2015年2月7日
內容大概:老公们绝地反击，结伴出逃，她们在三个各具特色的景区等待自己的老公，喜忧参半。首当其冲的田亮毅然选择了第一站，结果等待他的却是张智霖的妻子袁咏仪，令人大跌眼镜，难道要拍成电视剧了？另一边的叶一茜也迎来了旅行的神秘伴侣，开始了一天的浪漫约会，置身于风景秀丽的大自然之中，让她十分享受这段短暂而奇妙的旅行，心里暗自舒爽而又陶醉其中。

### 第六集
首播時間:2015年2月14日
內容大概:袁咏仪“偷亲”李敏镐 张智霖吃醋，张智霖、袁咏仪制作了象征爱情的巧克力，田亮为叶一茜打造爱的戒指并承诺之后每年送妻子一枚定制戒指，赫子铭、何洁则再现了《人鬼情未了》中经典的做陶瓷画面。

### 第七集
首播時間:2015年2月21日
內容大概:三对明星夫妻走出首尔，来到金希澈的家乡江原道开始别具特色的两天一夜户外之旅。三对夫妻通过一系列野外求生考验决定最终的住宿地点。

### 第八集
首播時間:2015年2月28日
內容大概:田亮叶一茜夫妇进行了一场从青春到年老的时光穿越之旅，不仅穿上校服回归校园时代，更化上老年妆瞬间变身成为30年后的老年夫妻，互相深情告白共同许下白首之约，感性的两人当场洒泪，情之深意之切也感染了电视荧屏前无数观众，就连语言不通的主持人金希澈也被深深触动。

### 第九集
首播時間:2015年3月7日
內容大概:三对夫妻亲手制作料理在韩国的东大门售卖，并完成节目组规定的任务量。张智霖和袁咏仪选择制作手工热狗，并为其取名“crazy dog”，男神张智霖化身最帅厨师，制作“独门”热狗并与顾客大方合影，为招揽顾客，袁咏仪身着可爱热狗装到广场叫卖，那叫一个忙活；田亮和叶一茜在仔细挑选食材后，“森爹烤肉”正式开张；一向对厨艺很有自信的赫子铭与何洁，为自家的盖饭打出“不好吃，你抽我”的口号，却挨了顾客实打实的水瓶“暴打”。

### 第十集
首播時間:2015年3月14日
內容大概: 别开生面的夫妻协作双人赛将全面开战！让人奔溃的速食巨型披萨比赛；三对夫妻学成速成魔术师后胆战惊心的魔术表演；软功大比拼；惊心动魄的摔跤比赛，张智霖田亮赫子铭分别与平均年龄13岁的学生对决。

### 第十一集
首播時間:2015年3月21日
內容大概:邱淑贞惊喜现身。金希澈脸红。四对情侣进行一路上有你“百秒拍摄”。张智霖为袁咏仪准备求婚惊喜。

## 内容摘要（第二季）
以下列出《一路上有你》節目內容，包括參與演出的嘉賓、該集的主題、拍攝地點及最終結果等。 

## 节目收视率

### 浙江卫視首播收視率
| 中国大陆 浙江卫视 首播收视率 （CSM50） |               |        |          |      |                 |
| 集數                                   | 播出日期      | 收视率 | 收视份额 | 排名 | 備註            |
| 1                                      | 2015年1月10日 | 0.951  | 2.745    | 4    | 含央视则排名第7 |
| 2                                      | 2015年1月17日 | 1.044  | 3.02     | 4    | 含央视则第5     |
| 3                                      | 2015年1月24日 | 1.119  | 3.23     | 4    | 含央视则第5     |
| 4                                      | 2015年1月31日 | 1.181  | 3.45     | 4    | 含央视则第6     |
| 5                                      | 2015年2月7日  | 1.194  | 3.50     | 4    |                 |
| 6                                      | 2015年2月14日 | 1.116  | 3.50     | 4    |                 |
| 7                                      | 2015年2月21日 | 0.871  | 2.815    | 4    |                 |
| 8                                      | 2015年2月28日 | 1.090  | 3.15     | 4    |                 |
| 9                                      | 2015年3月7日  | 0.673  | 4.37     | 4    |                 |
| 10                                     | 2015年3月14日 | 1.666  | 4.99     | 4    |                 |
| 11                                     | 2015年3月21日 | 1.586  | 4.75     | 4    |                 |
| 12                                     | 2015年3月28日 | 1.453  | 4.78     | 4    |                 |

1. 同时段或交叉时段主要节目：
  - 湖南卫视《快乐大本营》/ 《奇妙的朋友》
  - 江苏卫视《非诚勿扰》
  - 东方卫视《两天一夜》／《生活大爆料》
2. 数据由广视索福瑞提供，调查范围为四岁以上之观众。
3. 以上收视排名不包括央视在内。
4. 数据来源：收视长虹的微博
5. 数据来源：卫视小露电的微博

## 電視综艺节目变迁
| 中国大陆 浙江卫视 每周六 21:10-23:00                                                           | 中国大陆 浙江卫视 每周六 21:10-23:00                    | 中国大陆 浙江卫视 每周六 21:10-23:00                      |
| ---------------------------------------------------------------------------------------------- | ------------------------------------------------------- | --------------------------------------------------------- |
|                                                                                                | 一路上有你（第一季） （2015年1月10日－2015年3月28日）   |                                                           |
| 中国梦想秀8 （2014年10月11日－2014年12月27日）                                                 | 我看你有戏 （2015年2月6日－2015年5月2日）               |                                                           |
| 每周六 20:30-22:00                                                                             |                                                         |                                                           |
| 西游奇遇记 （2015年12月12日－2016年3月5日）                                                    | 一路上有你（第二季） （2016年3月12日－2016年5月28日）   | 挑戰者聯盟（第二季） （2016年6月4日－2016年 月 日）       |
| 马来西亚 Astro全佳HD 每周六 22:00-23:30                                                        |                                                         |                                                           |
| 星星的密室（22:30-24:00） （2015年2月14日－2015年5月16日）                                     | 一路上有你（第一季） （2015年5月23日－2015年8月8日）    | 偶像来了（22:00-24:00） （2015年8月29日－2015年11月14日） |
| 马来西亚Astro AEC、Astro AEC HD 每周日18:30-20:00                                              |                                                         |                                                           |
| 星厨驾到 （2015年10月25日 - 2016年1月10日）                                                    | 一路上有你（第一季） （2016年1月17日 - 2016年4月10日）  | 奔跑吧兄弟（第三季） （2016年4月24日 - 2016年7月10日）    |
| 每周日 18:00 - 20:00                                                                           |                                                         |                                                           |
| 奔跑吧兄弟(第三季) (2016年4月24日 - 2016年7月10日)                                             | 一路上有你(第二季) (2016年7月17日 - 2016年10月2日)      | —                                                         |
| 香港 TVB Window 每周六 12:00-13:30、17:00-18:30及22:00-23:30                                   |                                                         |                                                           |
| 我是歌手（第三季） （2015年4月4日 - 2015年7月11日）                                            | 一路上有你（第一季） （2015年7月18日 - 2015年10月3日）  | 爸爸去哪兒（第三季） （2015年10月10日 - 2016年1月23日）   |
| 香港 無綫網絡電視綜藝台 星期日 07:30-09:00、11:30-13:00、15:30-17:00、19:30-21:00及23:30-01:00 |                                                         |                                                           |
| 挑戰者聯盟（第一季） （2016年2月14日 - 2016年5月8日）                                          | 一路上有你（第二季） （2016年5月15日 - 2016年7月31日）  | 奔跑吧兄弟（第三季） （2016年8月7日 - 2016年10月23日）    |
| 香港 無綫電視 J5 星期六 18:30-20:00 · 4月16日 暫停播映                                         |                                                         |                                                           |
| 報告教練 （2015年12月19日 - 2016年3月5日）                                                     | 一路上有你（第一季） （2016年3月12日 - 2016年6月4日）   | 極速前進II （2016年6月11日 - 2016年8月13日）              |
| 星期六 17:30-19:00 11月26日 暫停播映                                                           |                                                         |                                                           |
| 花樣姐姐（第一季） （2016年8月28日 - 2016年11月12日）                                          | 一路上有你（第二季） （2016年11月19日 - 2017年2月11日） | 爸爸去哪兒（第三季） （2017年2月18日 - 2017年5月6日）     |
| 臺灣 東森超視 每周四 21:00 - 22:00                                                             |                                                         |                                                           |
| 爸爸！今天去哪裡？                                                                             | 一路上有你（第一季） （2015年12月24日 - 2016年2月4日）  | 二分之一強 （2016年2月11日）                              |
| 臺灣 東森戲劇台 每週六、日 20:00 - 21:00                                                       |                                                         |                                                           |
| 花樣姐姐 （2016年2月7日 - 2016年3月12日）                                                      | 一路上有你（第一季） （2016年3月19日 - 2016年4月24日）  | 大漢賢后衛子夫 （2016年4月30日 - 2016年 月 日）           |